# Battaglia di Kjulevča
La battaglia di Kjulevča venne combattuta nel 1829 tra le forze dell'impero russo comandate dal feldmaresciallo Hans Karl von Diebitsch e le forze dell'impero ottomano guidate da Reshid Mehmed Pascià, inviato dal sultano Mahmud II a riconquistare Varna. La vittoria delle forze zariste volse a favore di Mosca la Guerra russo-turca (1828-1829) e spianò la strada per i negoziati del trattato di Adrianopoli che avrebbe chiuso la contesa tra il Cremlino e la Sublime porta ratificando al contempo gli importanti sviluppi della parallela guerra d'indipendenza greca.